# Lokaltog
Lokaltog A/S (Deens: Lokale trein) is een Deense spoorwegmaatschappij die 9 lokale spoorlijnen exploiteert op de Deense eilanden Seeland, Lolland en Falster. Het bedrijf werd opgericht in 2015 na een fusie van Lokalbanen en Regionstog.

## Link
- Lokaltog